# La Nubia Airport
La Nubia Airport är en flygplats i Colombia.   Den ligger i departementet Caldas, i den centrala delen av landet, 160 km väster om huvudstaden Bogotá. La Nubia Airport ligger 2 094 meter över havet.
Terrängen runt La Nubia Airport är kuperad västerut, men österut är den bergig. Runt La Nubia Airport är det ganska tätbefolkat, med 100 invånare per kvadratkilometer. Närmaste större samhälle är Manizales, 7,3 km nordväst om La Nubia Airport. I omgivningarna runt La Nubia Airport växer i huvudsak städsegrön lövskog.